# Pasquale Rattotti
Pasquale Rattotti (Reggio Calabria, 2 settembre 1909 – ...) è stato un calciatore italiano.

## Carriera
Fu tra i più importanti giocatori reggini degli anni venti insieme con Ottavio Misefari, Pannuti e Suraci; fu, con lo stesso Misefari, il primo a trasferirsi dalla Reggina al Messina, nel febbraio 1925. Rimase nel Messina fino al 1929, disputando quindi parte della Prima Divisione 1924-1925 e la Prima Divisione 1925-1926 (massimo livello dell'epoca).